# Je suis et je resterai
Albums de Leslie
Mes couleurs
(2004)
Singles
1. Le Bon choix
Sortie : 12 mars 2002
2. Je suis et je resterai
Sortie : 27 août 2002
3. On n'sait jamais (feat Magic System et Sweety)
Sortie : 6 février 2003
4. Pardonner
Sortie : 29 septembre 2003

Je suis et je resterai est le premier album  studio de la chanteuse Leslie sorti le 13 novembre 2002.

## Liste des titres
Toutes les chansons sont écrites et composées par Leslie.
| No  | Titre                                                        | Auteur                   | Producteur(s)  | Durée |
| --- | ------------------------------------------------------------ | ------------------------ | -------------- | ----- |
| 1.  | Intro                                                        | L. Bourgouin             | David Adet     | 0:17  |
| 2.  | Est-ce ma faute ?                                            | L. Bourgouin             | David Adet     | 3:23  |
| 3.  | Je suis et je resterai                                       | S. Sebaï                 | David Adet     | 3:45  |
| 4.  | Pardonner                                                    | L. Bourgouin, D. Adet    | Cutee B        | 3:38  |
| 5.  | On n'sait jamais (dans la vie) (feat Magic System et Sweety) | Traoré, Bourgouin, Nasso | Georges & Kool | 3:02  |
| 6.  | Le bon choix                                                 | D. Adet                  | Cutee B        | 3:06  |
| 7.  | Que puis-y faire ?                                           | C. Bourgouin, D. Adet    | David Adet     | 3:46  |
| 8.  | Je suis pas faite pour ça (feat Willy Denzey)                | J. Bellaïche             | David Adet     | 3:42  |
| 9.  | Solo Illusiones (feat Gulseren)                              | P. Lasse, M. Trujillo    | David Adet     | 3:41  |
| 10. | Apparences                                                   | S. Sebaï                 | David Adet     | 4:07  |
| 11. | Salis par ces gens (feat Med'Allorry)                        | L. Bourgouin, D. Adet    | David Adet     | 3:26  |
| 12. | Vous devez me laissez faire                                  | L. Bourgouin             | Maleko         | 4:03  |
| 13. | Comme un amour                                               | S. Sebaï                 | David Adet     | 3:51  |
| 14. | Si seulement (feat Little D)                                 | L. Bourgouin             | David Adet     | 4:51  |
| 15. | Annonce-moi la couleur                                       | L. Bourgouin             | David Adet     | 4:31  |

### Crédits
- Arrangements, Productions, Programmation [Keyboards] – David Adet (Little D.), G. Padey, M. Kool Louis
- Basse – David Picard (pistes : 7, 10)
- Percussions – Gulseren (9), Luis Ernesto Gomez (9)
- Chœurs – David Adet (5), Denise Sauron (5), Linda Rey (5), Rudy Joseph (5), Sarah Sebaï (5), Tilly Key (5)
- Coordination Artistique – Christiane Ancinon
- Design – Arsenic (7)
- Graphisme – Chiffon (3)
- Guitar – David Marescaux (pistes : 7, 10), Henri Deschamps (pistes : 7, 10), Jean Pierre N'Diaye (pistes : 7, 10), Cyril Ballouardu (12)
- Paroles et écritures – David Adet (pistes : 4, 6, 11), Leslie Bourgouin (pistes : 2, 4, 5, 7, 11, 12, 14, 15), Sarah Sebaï (pistes : 3, 10, 13)
- Management – David Adet
- Mixage – Christian Lieu, Thierry Chassang (12), Cutee B (4, 6)
- Musique – David Adet (pistes : 2, 3, 5, 6 to 11, 13 to 15), Leslie Bourgouin (pistes : 4, 6, 11, 12, 15), Cutee B (4, 6), Maleko (12)
- Multimedia – L.E.G.
- Photographie – Big Master Flash
- Photographie [Kaleidoscope] – Enzo Minardi
- Producteurs exécutifs – Georges Padey, Martial Kool Louis
- Enregistrements – Georges Padey, Martial Kool Louis, Wanceslas, Thierry Chassang (12)

## Classement
| Classement    | Meilleure position | Semaines classées |
| ------------- | ------------------ | ----------------- |
| France (SNEP) | 41                 | 37                |

### Certification
| Pays          | Date             | Certifications | Ventes  |
| ------------- | ---------------- | -------------- | ------- |
| France (SNEP) | 13 novembre 2002 | Or             | 190 000 |